# Conradin Kreutzer
Conradin Kreutzer (hoặc Kreuzer) (1780-1849) là nhà soạn nhạc, nhạc trưởng người Đức.

## Cuộc đời và sự nghiệp
Conradin Kreutzer học luật tại Đại học Tổng hợp Freiberg, sau đó mới chuyển sang hoạt động âm nhạc. Ông là nhạc trưởng của nhiều dàn nhạc giao hưởng.

## Sáng tác
Conradin Kreutzer đã sáng tác:
- Các vở opera như:

- Melusina
- Đêm ở Granada

- Những bản oratorio
- ba bản concerto cho piano
- Các tác phẩm thính phòng
- Các ca khúc